# فورکی
فورکی یا چنگالی (انگلیسی: Forky) یکی از شخصیت‌های تخیلی مجموعه انیمیشن داستان اسباب‌بازی است که توسط پیکسار ساخته شده‌است. این شخصیت نخستین بار در داستان اسباب‌بازی ۴ (۲۰۱۹) ظاهر شد. فورکی یک اسباب‌بازی ساده است که دختری به اسم بانی با استفاده از یک قاش‌چنگ آن را ساخته‌است.
شخصیت فورکی با واکنش بسیار مثبتی از سوی منتقدان و تماشاگران همراه بود. ظاهر بامزه و روند شخصیت‌پردازی وی و همچنین عملکرد تونی هیل به عنوان گوینده فورکی تحسین شد. جاش کولی، کارگردان داستان اسباب‌بازی ۴ بعد از آنکه طراحی نخستین این شخصیت را انجام داد، تصویر را به پسر چهار ساله خود نشان داده و از او خواست برای آن یک نام انتخاب کند. پسر کولی نام «صورت چنگالی» را برای آن انتخاب کرد و کولی نیز با خلاصه کردن این اسم به عنوان فورکی یا چنگالی رسید.
بعد از حضور موفقیت‌آمیز در داستان اسباب‌بازی ۴، یک مجموعه انیمیشن کوتاه ده قسمتی با عنوان فورکی سوال می‌پرسد (۲۰۲۰) بر اساس این شخصیت ساخته و از شبکه دیزنی+ پخش شد.